# چیهیرو ایشیگورو
چیهیرو ایشیگورو (انگلیسی: Chihiro Ishiguro؛ –) صداپیشه اهل ژاپن بود. او صداهای شخصیت‌های زن و مرد را در فیلم‌های پویانمایی ضبط می‌کند. او به دفتر آنه مونه وابسته است که این دفتر قبلاً تا دسامبر ۲۰۱۰ به تولید آئونی وابسته بود.